# Neoceroplatus arnaudi
Neoceroplatus arnaudi är en tvåvingeart som beskrevs av Loïc Matile 1990. Neoceroplatus arnaudi ingår i släktet Neoceroplatus och familjen platthornsmyggor.
Artens utbredningsområde är Panama. Inga underarter finns listade i Catalogue of Life.